# 香港獸醫學會
香港獸醫學會（英文：Hong Kong Veterinary Association Ltd.(HKVA)）是一個屬於香港獸醫業人士（獸醫及助理人員）的志願組織。由一群本土獸醫始建於1982年，並由一群熱心的獸醫任執行委員會成員。
在2008年，該會有超過400多名會員，當中包括3名專科獸醫，而其中199多名為活躍會員。 該會的成員有來自各方面的獸醫，包括小動物獸醫、馬獸醫和在工業界和政府任職的獸醫。因此，成員的專業興趣包含了現代獸醫科學的多個領域。 

## 主要職能
香港獸醫學會的一個主要任務是積極促進其成員的持續教育，以確保香港獸醫繼續擁有最新的獸醫知識。為達到此目的，該會定期舉辦研討會和每年5月舉行一次年度會議。該會亦致力通過其網站和每月定期電子郵件發送更新資訊給所有會員。此外，該協會目前正籌劃一個診所認可計劃，以確保香港獸醫得以向公眾維持高標準的服務。 該會亦不時就有關獸醫公共衛生的問題接觸政府，以確保獸醫學在公共衛生問題決策上的重要性得到平衡。 

## 理念
總體而言，香港獸醫學的理念就是在所有有關獸醫專業的事情上與香港市民保持聯繫。

## 入會資格
要成為會員申請人必須是在香港獸醫管理局註冊的執業獸醫。然而，該會也接受想了解更多有關香港獸醫業的獸醫技術員、獸醫學生及尚未在香港註冊獸醫為準會員。

## 外部連結
- 香港獸醫學會官方網址 （页面存档备份，存于）